# Shado (DC Comics)
Shado es una arquera ficticia publicado por DC Comics. Apareció por primera vez en Green Arrow: The Longbow Hunters #1 (agosto de 1987) y fue creada por Mike Grell. Shado se destaca por ser una antagonista y un interés amoroso para Green Arrow en los cómics de DC, y se distingue de otros personajes recurrentes por ser tanto su violadora como la madre de su hijo. El personaje se revisó más tarde después del reinicio de DC en 2011, imaginándola como una ex amante del padre de Green Arrow y la madre de su media hermana, Emiko.
Una versión reinventada de Shado apareció como un personaje recurrente en el programa de The CW Arrowverso Arrow, interpretada por Celina Jade. En esta versión, ella no es la violadora de Oliver ni la madre de su hermana, sino su amante y segunda maestra como arquera cuya muerte lo persigue en su carrera posterior como Green Arrow. La actriz también interpretó a su hermana gemela Mei en la tercera temporada.

## Historial de publicaciones
Después de una aparición significativa en Green Arrow: The Longbow Hunters en 1987, a Shado se le dio más tarde una miniserie en el año de 1992. Shado: Song of the Dragon es una miniserie de cuatro números que tiene lugar en Japón, con Shado librando una guerra contra Yakuza, que busca una espada antigua y poderosa que fue robada por un veterano de la Segunda Guerra Mundial. La miniserie comparte cierta continuidad con "The Longbow Hunters" con Green Arrow apareciendo en varios flashbacks y la preocupación de Shado por la seguridad de su hijo de los Yakuza.

## Biografía ficticia

### The Longbow Hunters
Shado aparece por primera vez en Green Arrow: The Longbow Hunters en 1987. Su historia de fondo dice que ella es la hija de un agente de Yakuza enviado a Estados Unidos con una gran cantidad de oro, antes de la Segunda Guerra Mundial, para establecer operaciones de Yakuza en Estados Unidos. Siendo japonés, el padre de Shado fue colocado en un campo de internamiento cuando estalló la guerra. Un grupo de soldados estadounidenses llegó a sospechar de sus vínculos con la Yakuza, pero no pudieron torturarlo para que revelara la ubicación del dinero. Años después de la guerra, los soldados retirados decidieron volver a intentarlo. Esto fue después de que nació Shado, por lo que los soldados retirados pudieron amenazarla a ella y a su madre. No deseando ver perjudicada a su familia, el padre de Shado entregó el oro. La madre de Shado murió a causa de las heridas que le habían hecho los soldados, y su padre cometió seppuku para expiar el fracaso de la Yakuza. Su desgracia luego cayó sobre su pequeña hija, Shado, quien fue criada específicamente para matar a los estadounidenses que habían deshonrado a su familia Yakuza. Con ese fin, recibió una amplia formación en artes marciales y Kyūdō, el arte japonés del tiro con arco.
Cuando Shado alcanzó la mayoría de edad, se fue a Estados Unidos y comenzó a matar a los estadounidenses que la habían deshonrado. Dos de los ex soldados habían utilizado el oro robado para construir un negocio de transporte marítimo, así como una operación de narcotráfico. La serie de asesinatos que cometió llamó la atención de Green Arrow, Oliver "Ollie" Queen. Al principio, los dos eran adversarios. Sin embargo, Shado ayudó a Ollie a matar al Seattle Slasher (un asesino en serie al que había estado siguiendo) y luego ayudó a Oliver a rescatar a su amante y compañera Canario Negro, que había sido secuestrado y torturado por uno de los estadounidenses que Shado estaba cazando. Al ver a Canario Negro siendo torturada, Green Arrow mató al hombre antes de que Shado pudiera hacerlo. Shado volvería a trabajar junto a Green Arrow cuando los narcotraficantes que estaba persiguiendo se aliaron con el agente Osborne de la CIA. Shado finalmente mataría a todos los ex soldados excepto al que Oliver había matado para salvar a Canario Negro.

### Historias posteriores
Un año después de los eventos en The Longbow Hunters, Shado se encontró de regreso en Japón, enfrentando la ira de su Yakuza Oyabun (un padrino de Yakuza). Al no ejecutar a uno de sus objetivos, el hombre que Green Arrow había matado, había fallado en su misión. Su Oyabun decide que, de acuerdo con la tradición Yakuza, se corte el pulgar como expiación. Su Ku-Do Sensei, sin embargo, se negó a permitir que su mejor alumno destruyera sus habilidades y apuntó con un arco y una flecha a Oyabun. Una vez que Shado escapó, el sensei se dejó matar por Oyabun. Shado, al escuchar el asesinato, regresó y mató al Oyabun a su vez, luego huyó a Hawái. Luego, Green Arrow fue chantajeada por el agente de la CIA Osborne, quien afirmó que Shado tenía un mapa del tesoro, para que la rastreara. Sin embargo, tan pronto como la encontró, ella le disparó en el pecho con una flecha. Más tarde afirmaría haberlo confundido con un atacante. Shado ayudó a cuidar a Oliver para que recuperara la salud de su lesión. Más tarde se reveló que durante este tiempo, mientras todavía deliraba por el dolor y los medicamentos, Shado violó a Oliver y concibió un hijo. Shado afirmó no darse cuenta del delirio de Oliver hasta que gritó el nombre de Dinah.
Una vez que Green Arrow se recuperó de sus heridas, ayudó a Shado a defenderse de los Yakuza que la perseguían. Los dos no pueden evitar la muerte de su amigo, el Sr. Álvaro. Después de una sangrienta batalla contra un escuadrón de la muerte de Yakuza, Green Arrow y Shado descubren que Yakuza los había estado siguiendo usando un dispositivo de rastreo en el carcaj de Oliver. Al darse cuenta de que había sido utilizado, Oliver se reunió con el agente Osborne y le dijo a él y a los dos "agentes" japoneses que lo acompañaban que Shado había muerto. Luego se reveló que el Sr. Álvaro era el verdadero "mapa"; él era el último sobreviviente de un equipo de filipinos que había enterrado el tesoro de su país para mantenerlo alejado de los japoneses, y solo le dijo a Shado la ubicación. Luego se reveló que Osborne estaba trabajando sin el conocimiento de la CIA, con agentes de un dictador filipino depuesto, que había reclutado a Yakuza al prometer una parte del oro, junto con la muerte de Shado. Con la ayuda de Shado, Green Arrow puede llevar a Osborne ante la justicia y llevar al FBI a sus aliados Yakuza. Shado y Green Arrow nuevamente se separaron. Varios años después, Shado regresó a Oliver con su hijo, Robert. Ella le explicó a Oliver que el niño era suyo y cómo había sido concebido, pero le prohibió tomar un papel en la vida de su hijo.

### La Sangre del Dragón
Shado aparece a continuación en la serie Connor Hawke: The Dragon's Blood, en la que un hombre de negocios chino fascinado por la mitología antigua organiza un torneo de tiro con arco e invita a muchos tiradores expertos, incluido el hijo de Green Arrow, Connor Hawke y Shado. Más tarde, en Green Arrow/Black Canary, Shado manipula a un grupo falso de Liga de Asesinos para que le dispare a Connor con una bala especialmente diseñada, lo que lo reduce a un estado vegetativo para el Doctor Sivana en que pueda salvar a su hijo, quién es temporalmente convertido en un dron sin sentido por el doctor.

### The New 52
En 2011, DC relanzó y renovó sus propiedades como parte de su evento editorial The New 52. Green Arrow fue uno de varios títulos que recibió una revisión sustancial, desechando gran parte de su antigua continuidad y representando las aventuras de un Oliver Queen más joven y menos experimentado. Shado aparece por primera vez en Green Arrow (vol. 5) #21 (2013), donde Oliver Queen la descubre en Vlatlava, bajo la custodia del Conde Vértigo. Al instante reconoce a Oliver de vista como el hijo de Robert Queen. Oliver la encuentra en una misión para encontrar al asesino de Robert Queen, Komodo. Ella le revela a Oliver que ella y su padre eran amantes y que juntos tuvieron una hija, Emiko, la joven arquera que viaja al lado de Komodo. En la conclusión del arco "Broken", Emiko luego rechaza a Shado y Robert como padres, y elige ser alumno de Oliver en su lugar; ella vive con Oliver y se entrena como su aprendiz a partir de ahí. Sin embargo, en Green Arrow (vol. 6) #1 (2016), después de DC Rebirth, Emiko traiciona a Oliver acribillándolo con flechas junto a su madre en un aparente intento de asesinato. Más tarde parece mostrar algo de culpa y aprensión por los planes de su madre.
En Secret Origins #3, se ve a una mujer que coincide con la descripción de Shado entrenando a Kate Kane, aunque no se revela si realmente es ella.

### Renacimiento
Shado reaparece en los cómics de Green Arrow después de DC Rebirth. Shado es una mercenaria y miembro del "Noveno Círculo", una organización criminal internacional, junto con asesinos como Brick, Eddie Fyers y Cheshire.

## Poderes y habilidades
Shado es una experta en artes marciales y una maestra de Kyudo, el arte japonés del tiro con arco. Utiliza un arco de 30 kilogramos y flechas japonesas de bambú de 97,5 centímetros de largo.

## En otros medios

### Televisión
Shado aparece en la serie de CW, Arrow, interpretada por Celina Jade. Mientras que en los cómics Shado es japonesa, en la serie de televisión es china. Ella es retratada como la hija de Yao Fei, y es mantenida cautiva en la isla de Lian Yu por Edward Fyers quien la usa para obligar a Yao Fei a asumir la culpa de sus crímenes. En la adaptación, sigue siendo una experta en artes marciales y arquera, y le enseña a Oliver Queen a usar el arco y la flecha. Después de ayudar a Oliver y Slade Wilson derrotar a Fyers, ella y Oliver desarrollan una relación romántica. Ella también es importante para darle a Oliver su moral sobre matar y ser un héroe. En el episodio de la segunda temporada "Three Ghosts", Shado es asesinada por Anthony Ivo, quien le dice a Oliver que elija entre ella y Sara Lance. Aunque Oliver no toma una decisión verbal, se para frente a Sara, lo que hace que Ivo le dispare a Shado en la cabeza. Cuando Slade, cuya mente y cuerpo han sido alterados recientemente con el suero Mirakuru, se entera de cómo murió Shado, se vuelve contra Oliver y le revela que la amaba desde lejos. Durante el resto de la temporada, una versión malvada de Shado aparece como una alucinación, instando a Slade a vengar su muerte. En la tercera temporada presenta a la hermana gemela de Shado, Mei (también interpretada por Jade), que la ha estado buscando desde que desapareció. Después de sobrevivir a una emboscada de A.R.G.U.S., Oliver le revela a Mei, quien se ha dado cuenta de que Oliver y Shado eran amantes, que ella y Yao Fei están muertos y Mei agradece a Oliver por finalmente darle un cierre. Shado hace apariciones alucinantes posteriores en las temporadas cuatro y seis, apareciendo tanto para Oliver como para Slade.